# Nașa (film)
Nașa (în engleză The Godmother) este un film de comedie românesc din 2011, regizat de Virgil Nicolaescu și Jesús del Cerro după un scenariu scris de Tudor Voican și Viorel Mihalcea. Rolurile principale au fost interpretate de actorii Whitney Anderson, Dragoș Bucur, Alex Velea, Răzvan Vasilescu, Jojo și Ștefan Iancu. Majoritatea replicilor sunt rostite în limba engleză.
El a fost cel mai vizionat film românesc în anul 2011, potrivit informațiilor oferite agenției de știri Mediafax de către Asociația Film România.

## Rezumat
Fugăriți de un câine lup, doi copii ai străzii intră într-o casă părăsită de pe o stradă pustie (adresa vilei este str. Popa Nan nr. 21) unde se adăpostesc pe timpul nopții. Băiețelul (Ștefan Iancu) găsește un jurnal scris de copilul familiei ce locuise mai demult în acea casă și îi citește fetiței (Patricia Poslușnic) fragmente din însemnările de acolo. 
Vila fusese locuită într-o vreme de soții Prodan și de copilul lor. Tatăl, Radu Prodan (Dragoș Bucur), era un contabil care deținea mai multe firme. Mama, Jennifer (Whitney Anderson), era o americancă care preda limba engleză la o școală internațională din București. Cei doi aveau un băiețel de 10 ani pe nume David (Ștefan Iancu), a cărui principală pasiune erau armele, el având acasă o colecție de replici ale celor mai celebre pistoale și puști automate.
Într-una din zile, pe când soții Prodan participau ca nași la botezul copilului lui Manase (Mihai Bobonete) și al soției sale (Laura Cosoi), poliția pătrunde în forță în biserică și-l arestează pe Radu. Jennifer află atunci că soțul ei se ocupa cu spălarea de bani pentru un temut mafiot local, Assafa Spanu, poreclit The Madfather (Alex Velea). Polițiștii îl acuză pe Radu de evaziune fiscală și îi propun o înțelegere, finanțistul trebuind să depună mărturie împotriva lui Spanu în schimbul libertății sale. Temându-se că cel arestat ar putea divulga poliției o serie de secrete, șeful mafiot trimite pe rând câțiva gangsteri pentru a-i răpi pe soția și pe copilul lui Radu.
Jennifer și David reușesc să scape de răpitori și scot din bancă o sumă mare de bani ascunsă de Radu într-o casetă de valori. Ei se baricadează în casă și se apără în acea noapte de gangsterii lui Spanu cu ajutorul jandarmilor Zero (Leonid Doni) și Magic (Mihai Dragomir) - aflați acolo din întâmplare -, al contabililor Manea (Gheorghe Ifrim) și Grigore (Lucian Ifrim) și al polițistului Bumbescu (Puiu-Mircea Lăscuș), pe care Jennifer îl salvase de la sinucidere. Ei îi intimidează pe agresori cu ajutorul armelor de jucărie ale lui David. Avocatul Nicu Sorescu (Răzvan Vasilescu) o anunță pe Jennifer că Spanu nu se teme de nimeni, iar singurul care i s-ar putea opune este un alt șef mafiot.
A doua zi, femeia decide să-și creeze propria organizație criminală pentru a-l intimida astfel pe Spanu. Contabilii, jandarmii și polițistul sunt îmbrăcați în haine de mafioți și este adus cu forța părintele Pafnutie (Florin Busuioc) de la Mănăstirea Cernica, un fost șef al Mafiei care se retrăsese din activitate. Cu ajutorul unor bani și al mai multor sticle cu vin, călugărul îi spune lui Jennifer că un adevărat șef al Mafiei trebuie să dispună de putere armelor și puterea politică. Femeia apelează la un terorist arab, tatăl elevului Ahmed, de la care cumpără arme adevărate, și stabilește un prim contact cu senatorul Voican. Astfel că Spanu este întâmpinat cu focuri de arme atunci când vine la casa familiei Prodan.
Mafiotul încearcă să afle planurile lui Jennifer, infiltrându-l acolo pe Manase, vărul de al II-lea cu Radu. El este însă descoperit și acceptă să o ajute pentru a-și salva viața. Jennifer îi trimite lui Spanu un penis cumpărat de la un student medicinist nebun, afirmând că acela era organul lui Manase. Apoi, ea organizează o incursiune în depozitele mafiotului de unde sustrage o cantitate mare de droguri ce valora milioane de dolari. Nicu anunță însă poliția, care-i arestează pe toți falșii mafioți, dar Jennifer, David și Manase reușesc să scape. Femeia află de la cumătrul ei că Spanu îl îngropase de viu în fundația unei catedrale pe ziaristul Vlad Iancu de la Times (Radu Gabriel) și își dă seama că aceasta era proba de care poliția avea nevoie pentru a-l aresta pe șeful mafiot. Ei sparg fundația în timpul nopții și-l scot de acolo pe ziarist,găsind cu această ocazie și niște fotografii compromițătoare. 
Jennifer îl anunță pe senatorul Voican, care intervine pentru eliberarea din închisoare a lui Radu și a celorlalți falși mafioți. Spanu este arestat împreună cu întregul său clan, iar povestea se termină cu reunirea familiei Prodan. În acest moment, băiețelul care „citise” jurnalul observă că fetița adormise lângă câinele de care fugiseră ei mai înainte. A doua zi, copiii părăsesc casa împreună cu câinele, iar jurnalul rămâne pe jos și se observă că paginile sale erau albe. 

## Distribuție
- Whitney Anderson - profesoara Jennifer Prodan
- Dragoș Bucur - contabilul Radu Prodan
- Alex Velea - șeful mafiot Assafa Spanu
- Răzvan Vasilescu - avocatul Nicu Sorescu
- Jojo - asasina Katia (creditată Cătălina Grama - Jojo)
- Ștefan Iancu - David Prodan, fiul lui Radu și Jennifer/copil al străzii
- Smiley - preotul de la botez (creditat Andrei Maria/Smiley)
- Mihai Bobonete - gangsterul Manase, vărul de al II-lea al lui Radu Prodan
- Laura Cosoi - soția lui Manase
- Leonid Doni - jandarmul Zero
- Mihai Dragomir - jandarmul Magic
- Gheorghe Ifrim - contabilul Manea
- Lucian Ifrim - contabilul Grigore
- Puiu-Mircea Lăscuș - polițistul Bumbescu
- Florin Busuioc - părintele Pafnutie
- Lucia Maier - menajera Despina
- Radu Gabriel - ziaristul Vlad Iancu de la Times
- Marcelo Cobzariu - subșeful 1
- Alejandro Solano - subșeful 3
- Cornel Ciupercescu - subșeful 4
- Ovidiu Popa - subșef
- Radu Pădurean - subșef
- Cătălin Cătoiu - senatorul Voican
- Roberta Nakamaki - eleva Mai
- Andreea Coscai - eleva Gwyneth
- David Pușcaș - elevul Ahmed
- Florentin Roman - tatăl lui Ahmed
- Toma Cuzin - asasin
- Gabriel Duțu - asasin
- Dan Aștilean - comisarul de poliție
- Doru Cătănescu - polițistul Andreescu
- Marian Negrescu -	polițistul Rădulescu
- Bogdan Uritescu - șeful echipei de intervenție
- George Nemeș - polițist mascat
- Adriela Morar - recepționera
- Cici Caraman - bătrâna
- Bogdan Cotleț - Ștefan, un student la medicină nebun
- Iuliana Costiniu - vecina
- Hari Gromoșteanu - gardian
- Martin Cristian - gardian
- Maximilian Irwin - Andrei
- Patricia Poslușnic - fetița

## Producție
Scenariul acestui film a fost scris de Tudor Voican și Viorel Mihalcea. Proiectul acestui film a câștigat în decembrie 2006 concursul organizat de Centrul Național al Cinematografiei, clasându-se pe locul VI din cele 8 filme de ficțiune lungmetraj debut admise la finanțare, iar scenariul primind nota 7,14 (spre comparație, scenariul filmului Patru luni, trei săptămâni și două zile a primit nota 7,27). I s-a alocat astfel suma de 850.000 de lei. Regizorul inițial al filmului era debutantul Răzvan Mărculescu.
Filmul a fost produs de Media Pro Pictures, cu sprijinul Centrului Național al Cinematografiei. Cofinanțatori au fost Brand Connection, GMP Advertising, Reckitt Benckiser Romania, Media Direction, Mindshare Media, Mediaedge:cia Romania, Mediacom România și Opti Media. Producător a fost Alma Sârbu, iar producători executivi Andrei Boncea și Iuliana Tarnovețchi. Filmul a fost regizat de românul Virgil Nicolaescu și spaniolul Jesús del Cerro. Regizorul român era debutant, în timp ce regizorul spaniol se afla la a cincea colaborare cu Media Pro Pictures. Filmările au început la 9 august 2010 și au durat câteva zile (aproximativ trei săptămâni). S-a filmat în diferite locuri din București și în studiourile MediaPro de la Buftea, lansarea în cinematografe fiind programată să aibă loc în februarie 2009.
Actorul Dragoș Bucur, interpretul rolului Radu Prodan, a colaborat la acest film pentru a treia oară cu regizorul Jesús del Cerro (după ce mai lucrase cu el la filmele Contratimp 1 și Contratimp 2). „Sunt regizori care au ideile și traseul lor, dar colaborează foarte bine cu actorii, fără a le îngrădi libertatea. Și, mai ales în ziua de azi, când totul merge pe repede-înainte în film, ni s-a întâmplat de multe ori să fim în situații limită, iar el pur și simplu refuză să meargă mai departe până nu îi ieșeau toate scenele perfect. Îl admir foarte mult pentru puterea asta”, a afirmat el.
Rolul soției lui Radu Prodan, Jennifer, a fost interpretat de actrița americană Whitney Anderson care era cunoscută publicului românesc din mai multe episoade din CSI, seria Veronica Mars sau Bones. În perioada filmărilor ea a învățat câteva cuvinte în limba română și a vizitat Transilvania, castelele Peleș și Bran, dar și câteva zone turistice din București. Actrița Cătălina Grama (Jojo) s-a pregătit mai mult pentru a-și interpreta rolul, care era diferit de tot ce interpretase până atunci. „Am jucat un personaj pe care nu l-am mai încercat până acum. Un personaj dur, dar comic. M-am pregătit suficient pentru că trebuia să descopăr niște elemente care făceau acest personaj simpatic, pe lângă duritate. Trebuie să pară și o tipă dură, un fel de «Kill Bill», o luptătoare, dar să aibă și niște puncte sensibile”, a afirmat ea. Copilul David Pușcaș, interpretul lui Ahmed, colegul arab al lui David Prodan, este fiul fostului fotbalist Marcel Pușcaș și al cântăreței Luminița Anghel.
Muzica a fost compusă de Juan Carlos Cuello și înregistrată în studiourile Sound Garden Studios Madrid (Spania), mixajul sonor fiind realizat de Cristinel Șirli. Melodia Convict a avut versurile și muzica scrise de Smiley și Alex Velea, fiind interpretată de Simplu și Alex Velea. Cascadoriile au fost coordonate de Ciprian Dumitrașcu. Efectele vizuale au fost realizate în studiourile Media Pro Magic.

## Recepție
Premiera filmului a avut loc la 29 aprilie 2011. Filmul Nașa a fost vizionat de 26.765 spectatori la cinematografele din România, fiind cel mai vizionat film românesc al anului 2011. El a adus încasări de 435.691 de lei, potrivit informațiilor oferite agenției Mediafax de Asociația Film România.
Ca urmare a numărului mare de bilete vândute, filmul Nașa a obținut Premiul publicului - pentru filmul cu cel mai mare succes în box office-ul românesc - la Gala Premiilor Gopo 2012.
Criticii de film au scris recenzii mixte, evidențiind că această producție cinematografică se remarcă prin simplitate și sti comercial. Mihai Fulger îl considera „un film comercial fără pretenții artistice”. Jurnalista Iulia Blaga a scris o recenzie încurajatoare pentru film. Ea îl considera „un film de public lipsit de pretenții”, dar și un „film igienic” prin faptul că nu prezintă „o realitate manelizată, prost caricaturizată, vulgarizată”. Ziarista a adus laude subiectului „digerabil și promițător”, scenariului foarte simplu, umorului uneori burlesc și lipsit de vulgaritate, actorilor simpatici și aspectului tehnic îngrijit. „Nu este un film de la care să îți vină să fugi, nu e unul pe care să vrei să-l ai pe dvd în casă, dar poate fi un început pentru un gen de filme care, încet-încet, să de-manelizeze nația”, a concluzionat ea.
Recenzia lui Andrei Gorzo a fost mai dură. Criticul a scris într-o cronică publicată în Dilema Veche că filmul este „lucrat de mântuială [...] [dar] ceva mai puțin inept decât alte comedii produse de MediaPro”, părând a fi realizat pentru televiziune și nu pentru cinematograf. Personajele i s-au părut prea puțin lucrate, caracterizate printr-o singură trăsătură dominantă, iar relațiile dintre soți par a fi mecanice. În plus, criticul considera că revenirea periodică la situația-ramă a fost executată cu stângăcie.